# 百果园

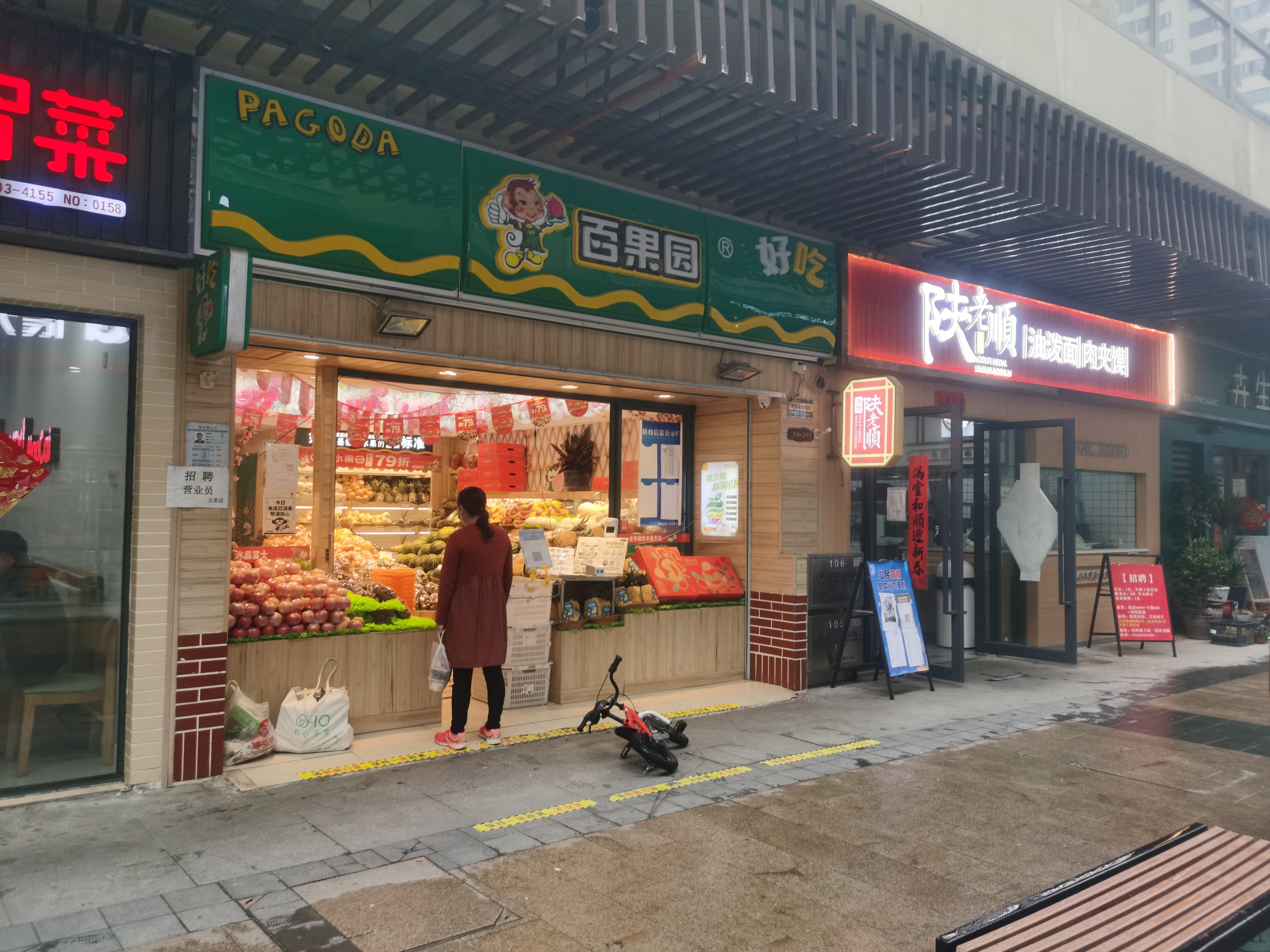
百果园位于江苏省苏州市的一家门店

深圳百果园实业（集团）股份有限公司（港交所：2411）是中華人民共和国一家水果零售企业，旗下門店採用直营及加盟模式，此外公司還有生鲜电商、社区团购以及销售蔬菜、粮油業務。

## 历史
公司成立于2001年。截至2020年年末，百果园的门店数已超过4600家。
2022年5月，公司计划赴香港交易所上市，其后出现被曝售卖发霉水果的事件。百果园公司表示涉事门店存在将水果违规分级、售卖隔夜果切水果、故意躲避总部检查相关问题。对于涉事门店已按照公司加盟店管理办法要求停业整顿，并责令加盟商对涉事门店员工进行停职再教育。2023年1月16日，百果园正式在香港交易所挂牌上市。
2024年，百果園業績虧損，而且關閉了近千家門店。

## 外部連結
- 官方网站